# Cattania
Cattania is een geslacht van weekdieren uit de klasse van de Gastropoda (slakken).

## Soorten
- Cattania olympica (Roth, 1855)
- Cattania trizona (Rossmässler, 1834)